# Ruinas de la Iglesia de Trzęsacz
Las Ruinas de la Iglesia de Trzęsacz (en polaco: Ruiny kościoła w Trzęsaczu) se refiere a una serie de tres iglesias construidas en Trzęsacz, Polonia. La primera, construida de madera, fue presuntamente terminada en 1124, la segunda, hecha de ladrillos, en torno a 1270, y finalmente la tercera, en algún momento de finales del XIV o principios del siglo XV. 
En ese momento, se encontraba a cerca de dos kilómetros del mar (según muchas fuentes, 1.800 metros). Por otra parte, al norte de Trzęsacz hubo otro pueblo, que había sido completamente absorbido por el agua. Originalmente, una iglesia católica, en el siglo XVI, después de la Reforma, se hizo protestante. Según algunas crónicas, fue el tercer templo cristiano en Pomerania.

## Galería de imágenes

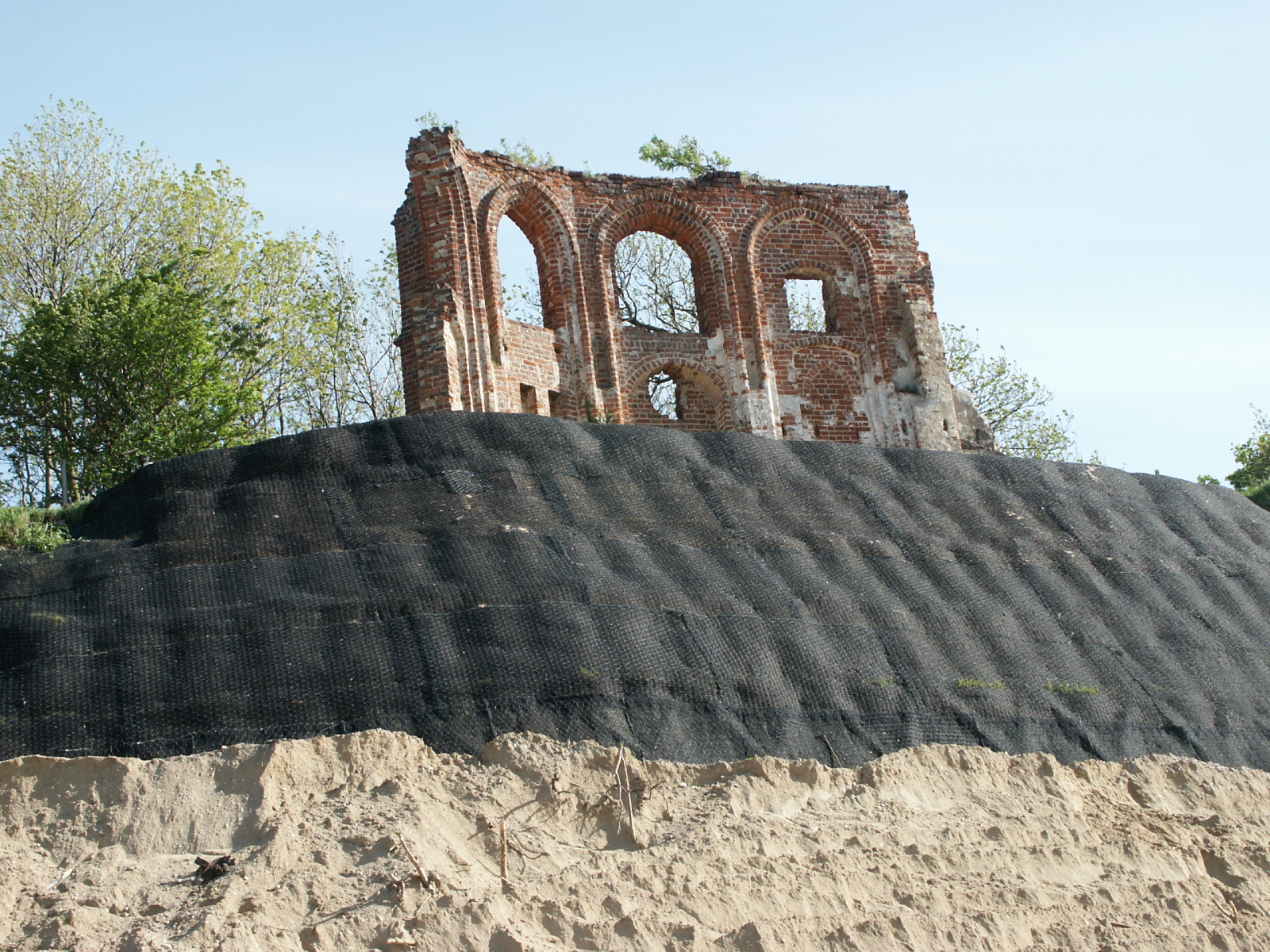
2004
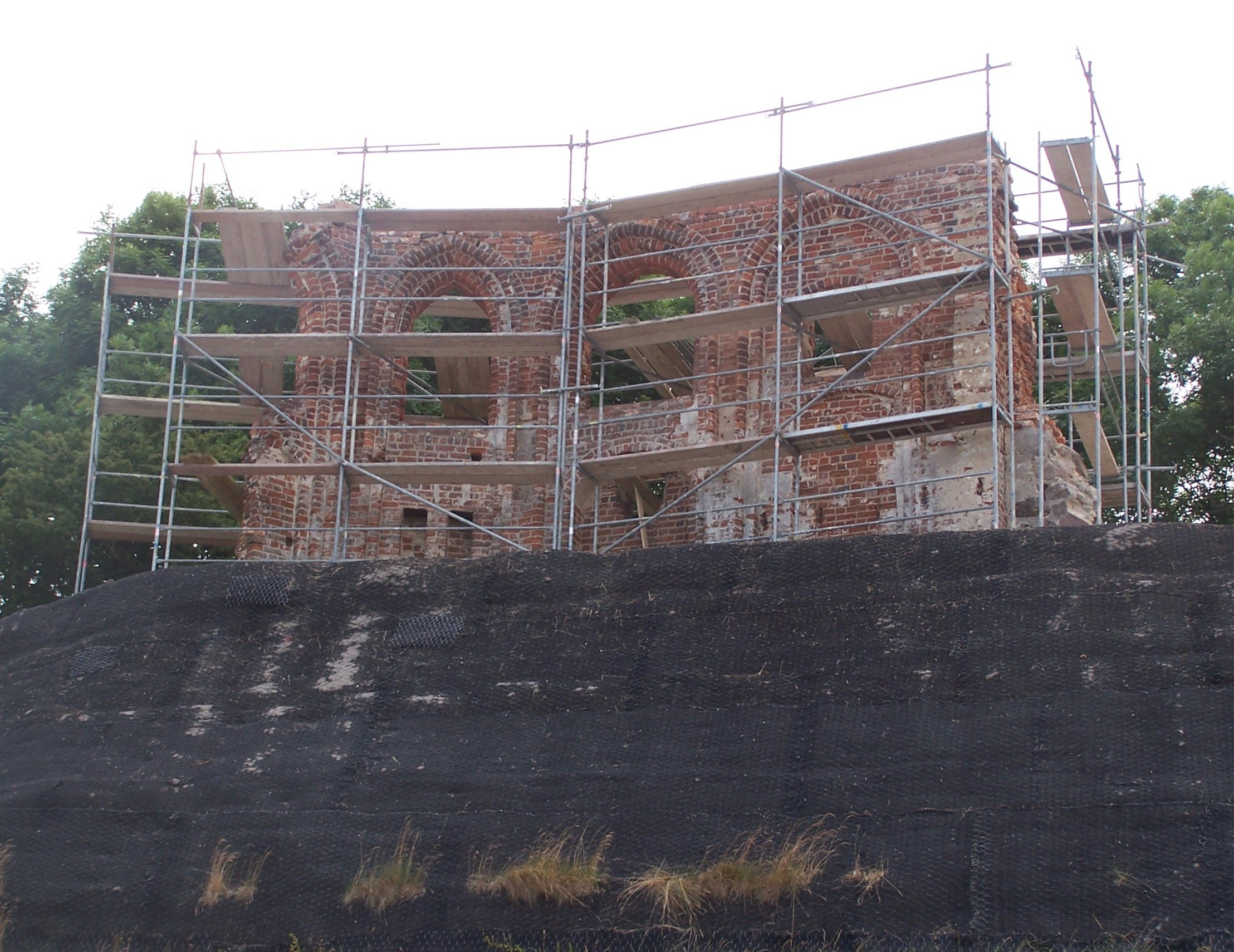
2006
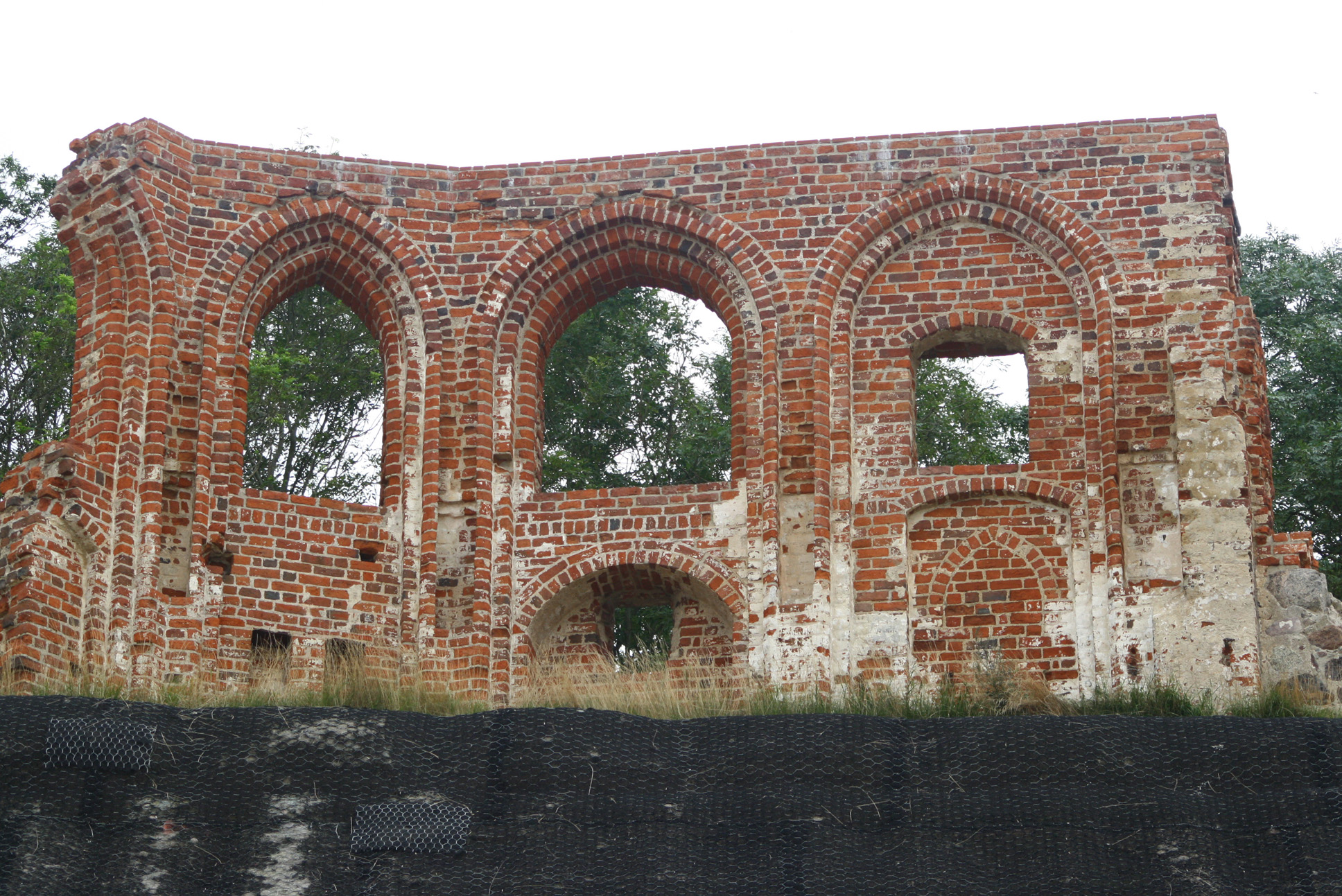
2007
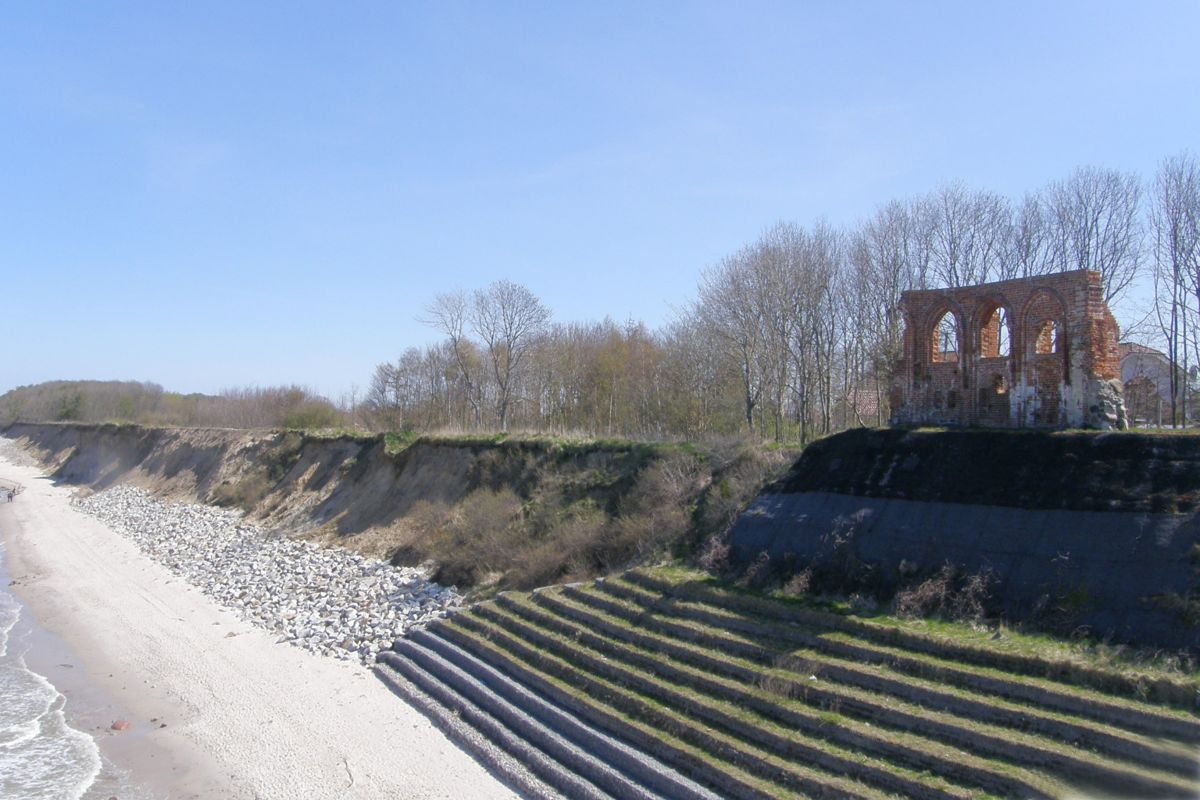
2011
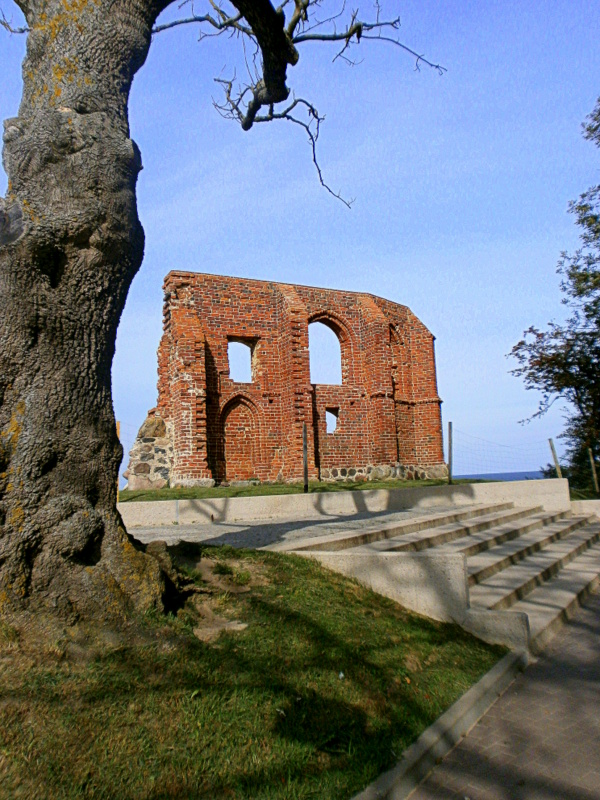
2012
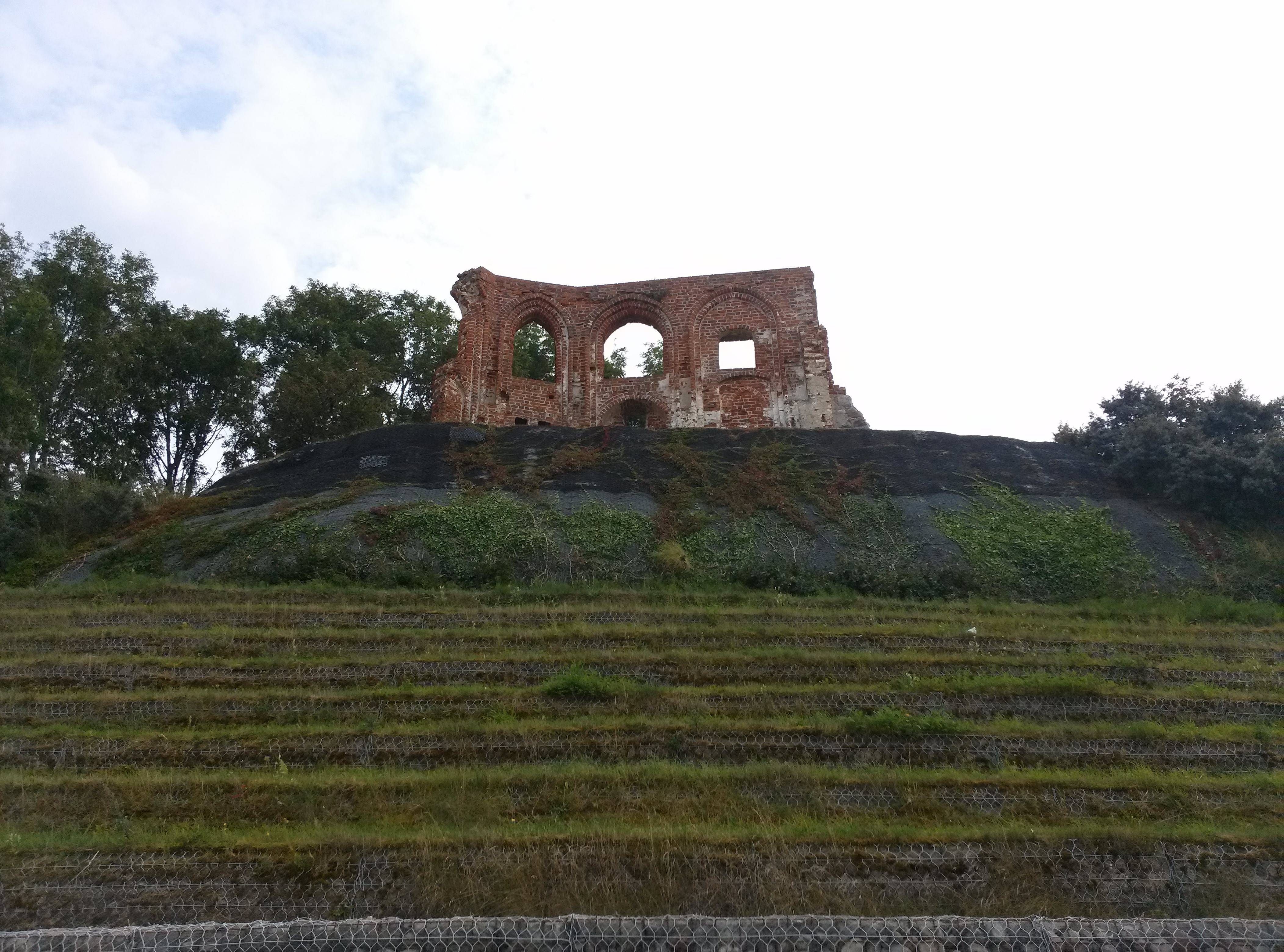
2014
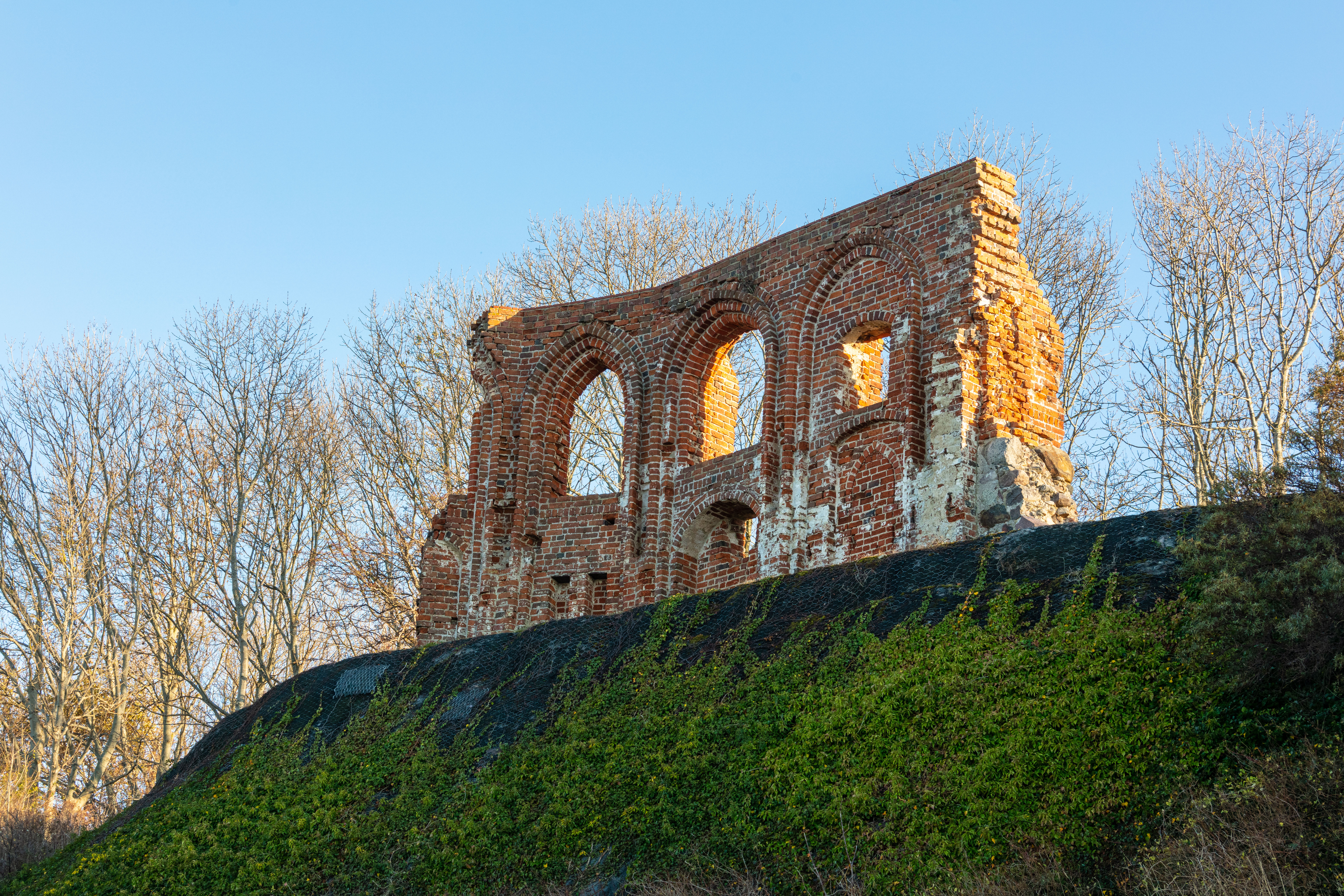
2018
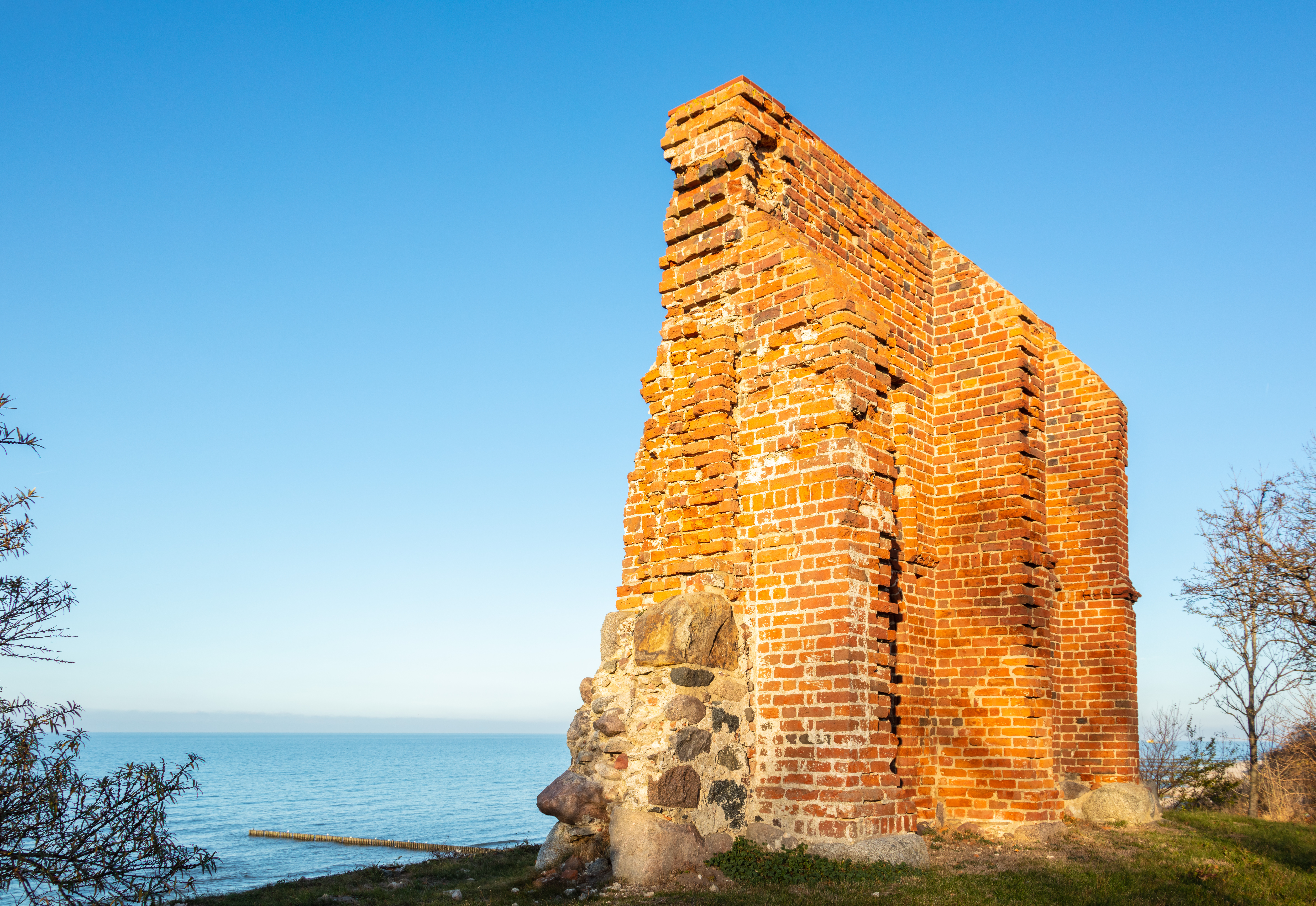
Vista posterior